# The Kelly Clarkson Show
The Kelly Clarkson Show é um programa matinal estadunidense dos gêneros talk show e variedades, apresentado pela cantora Kelly Clarkson. O programa apresenta Clarkson entrevistando celebridades e segmentos exclusivamente focados em "pessoas comuns". Clarkson abre o programa com o "Kellyoke", uma apresentação musical de uma versão cover de diversas músicas solicitadas por um membro de seu público e termina com ela participando de uma atividade com seus convidados. O clássico "Kellyoke" foi introduzido na terceira temporada, onde Clarkson canta suas próprias canções que não foram lançadas como singles.
Produzido e distribuído inicialmente pela NBCUniversal Television, o show estreou no dia 9 de setembro de 2019 por meio da prática de syndication. Nas primeiras quatro temporadas, as filmagens aconteceram no Universal Studios Lot, na Califórnia. A partir da quinta temporada, o programa transferiu a sua produção para o 30 Rockefeller Plaza, em Midtown Manhattan. A quinta temporada estreou em 16 de outubro de 2023.
Em 19 de dezembro de 2023, 747 episódios do The Kelly Clarkson Show foram ao ar.
O programa ganhou quinze Daytime Emmy Awards, incluindo o de "Melhor Apresentador de Talk Show de Entretenimento" para Clarkson.

## Conceito

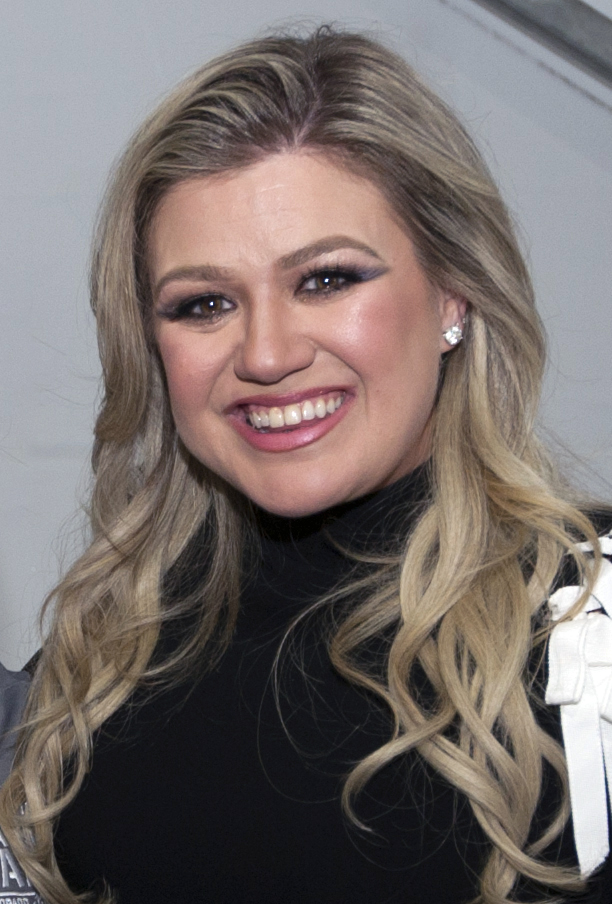
Kelly Clarkson em 2018

A assessoria de imprensa do programa o define dizendo: "Em seu novo programa de entrevistas matutino, Kelly Clarkson usa seu dom de conexão para trazer aos telespectadores algo novo: um programa divertido, enérgico, e que quebra as tradições. Em cada episódio, os expectadores vão experimentar uma hora cheia de histórias memoráveis, convidados famosos, surpresas espontâneas, humor, emoção, e é claro, boa música. É como um festa em dias da semana com uma lista fascinante de pessoas que nunca conheceríamos de outras maneiras." Clarkson geralmente canta uma música cover em cada episódio.

## Produção
Paul Telegdy, o então presidente de programação alternativa da NBCUniversal, originalmente pensou em Clarkson como uma mentora, e posteriormente uma técnica, na competição musical da NBC The Voice. Como parte de uma reestruturação na companhia, Telegdy adicionalmente se tornou o diretor da divisão de programas em syndication da NBCUniversal, ao fim de 2016.
Apesar de relutante no início, Clarkson aceitou a oferta do programa em um esforço para "conectar-se às pessoas, fazer jogos, música e encontrar maneiras de ajudar ou retribuir a comunidades/organizações" Ela também buscou aconselhamento com diversos apresentadores de televisão, incluindo Seth Meyers, Jimmy Fallon, Ellen DeGeneres, e Blake Shelton. Em 6 de agosto de 2018,foi reportado pelo portal Broadcasting & Cable que Clarkson havia filmado um episódio piloto para o programa, e que ele foi posteriormente oferecido para transmissão para emissoras locais, outras plataformas ou ambos. Celebridades como Josh Groban, Terry Crews, e Chloë Grace Moretz foram indicados como participantes do piloto. Ela também foi acompanhada por sua banda de turnês para suas performances musicais. Clarkson revelou que a abertura dos programas seria realizada com covers de músicas solicitadas pela plateia.
Em 19 de setembro de 2018, as emissoras afiliadas locais de propriedade da NBC, anunciaram que haviam adquirido o programa. Ele substituiu um talk show apresentado por Steve Harvey na maioria dessas estações
Durante a produção da primeira temporada, os trabalhos no programa foram interrompidos em 13 de março de 2020, após a Organização Mundial de Saúde anúncio o início da Pandemia de COVID-19. O programa voltou a ser produzido no mês de abril do mesmo ano, sendo gravado da casa de campo de Kelly Clarkson em Montana, e em sua casa no estado da Califórnia, até o mês de setembro do mesmo ano, quando voltou aos estúdios utilizando protocolos de segurança e uma plateia virtual.
Em 15 de dezembro de 2020, o programa foi renovado para mais três temporadas, permanecendo no ar até, no mínimo, 2023.

## Transmissão
Para sua primeira temporada, The Kelly Clarkson Show foi comissionado para transmissão em quase todo o território dos Estados Unidos, com as emissoras da NBC servindo como rede de transmissão, em conjunto com a rede canadense Citytv.
Internacionalmente, o programa é exibido por emissoras do grupo Bravo na Noruega e Nova Zelândia.
Em Maio de 2021, a distribuidora NBC Owned Television Stations, anunciou que o programa passará a substituir o The Ellen DeGeneres Show, após seu término em 2022.

## Kellyoke
Kellyoke é um extended play (EP) de covers de Kelly Clarkson. O título é uma junção de seu primeiro nome e da palavra “karaokê”, inspirado no segmento Kellyoke de seu talk show diurno; durante essa parte do show, Kelly e sua banda apresentam vários covers de músicas (abreviadas para televisão) que são solicitadas por fãs ou originalmente de artistas que a inspiraram pessoalmente – por isso ela chama o segmento de Kellyoke. Ela cantou músicas de artistas como Mariah Carey, The Staple Singers, The Chicks e Nat King Cole, entre muitos outros.
O EP foi lançado em 9 de junho de 2022, pela Atlantic Records.

## Alinhamento de faixas
| Kellyoke       |                                          |                                                                     |                 |         |  |
| N.º            | Título                                   | Compositor(es)                                                      | Intérprete(s)   | Duração |  |
| 1.             | "Blue Bayou"                             | Roy Orbison Joe Melson                                              | Roy Orbison     | 3:52    |  |
| 2.             | "Call Out My Name"                       | Abel Tesfaye Adam Feeney Nicolas Jaar                               | The Weeknd      | 3:45    |  |
| 3.             | "Happier Than Ever"                      | Billie Eilish O'Connell Finneas O'Connell                           | Billie Eilish   | 4:14    |  |
| 4.             | "Queen of the Night"                     | Whitney Houston Kenneth Edmonds Daryl Simmons Antonio Reid          | Whitney Houston | 3:10    |  |
| 5.             | "Trampoline"                             | Chelsea Lee Max Ernst Spencer Ernst Alex Mendoza                    | Shaed           | 2:45    |  |
| 6.             | "Fake Plastic Trees" (com First Aid Kit) | Thom Yorke Jonny Greenwood Colin Greenwood Ed O'Brien Philip Selway | Radiohead       | 4:28    |  |
| Duração total: | Duração total:                           | Duração total:                                                      | Duração total:  | 22:18   |  |

## Desempenho comercial

### Tabelas musicais
| País — Tabela musical (2022)     | Melhor posição |
| -------------------------------- | -------------- |
| Estados Unidos (Top Album Sales) | 47             |
| Reino Unido (UK Albums Chart)    | 50             |

## Recepção

### Audiência
Na semana de estreia, o programa alcançou 2.6 milhões de espectadores, com um engajamento domiciliar de 1.6, de acordo com o instituto Nielsen Media Research — a melhor estreia para um programa em syndication desde 2012.